# روز تنهایی من
روز تنهایی من کتابی از محمد میر کیانی است که در سال ۱۳۶۵ منتشر و در مراسم کتاب سال جمهوری اسلامی ایران به‌عنوان کتاب برگزیده معرفی شد.